# Nikolaus M. Häring
Nikolaus Martin Häring SAC (* 1. Juni 1909 in Urmitz; † 12. Januar 1982 in Koblenz) war ein deutscher Theologe.

## Leben
Im Herbst 1930 trat er in das Noviziat der Pallottiner ein. 1932 legte er seine ersten Gelübde als Mitglied der Gemeinschaft ab und 1935 seine letzten Gelübde. 1947 wurde er zum Professor für Theologiegeschichte und anschließend zum Senior Fellow am Pontifical Institute of Mediaeval Studies ernannt. Als die University of Toronto 1967 in enger Zusammenarbeit mit dem Pontifical Institute of Mediaeval Studies ein eigenes Centre for Mediaeval Studies gründete, wurde Haring zum Professor für Ideengeschichte an der University of Toronto ernannt. Er ging 1976 in den Ruhestand.

## Schriften (Auswahl)
- Die Theologie des Erfurter Augustiner-Eremiten Bartholomäus Arnoldi von Usingen. Beitrag zur Dogmengeschichte der Reformationszeit. Limburg 1939, OCLC 1114455029.
- Life and works of Clarembald of Arras. A twelfth-century master of the school of Chartres. Toronto 1965, OCLC 801950188.
- Hg.: Thierry of Chartres and his school: Commentaries on Boethius. Toronto 1971, OCLC 63462384.
- Hg.: Gerhoch of Reichersberg: Letter to Pope Hadrian about the novelties of the day. Toronto 1974, ISBN 0-88844-024-3.